# Старинин, Всеволод Павлович
Всеволод Павлович Старинин (22 декабря 1903 года (4 января 1904 года), деревня Перерва — 19 мая 1973 года) — советский лингвист-семитолог. Автор около 40 публикаций.

## Биография
Окончил арабское отделение дипломатического факультета Московского института востоковедения в 1927 году. Работал библиотекарем. В 1927—1936 годах работал научным сотрудником в Коммунистическом университете трудящихся Востока имени Сталина, затем в НИИ Большого советского атласа мира (1936—1938).
Преподавал в Московском институте востоковедения (1933—1942 или 1938—1942), Московском институте философии, литературы и истории имени Н. Г. Чернышевского (1938—1940), Высшей дипломатической школе МИД СССР (1942—1955), Институте внешней торговли Министерства внешней торговли СССР (1946—1950).
С 1955 года работал в Институте востоковедения АН СССР. В числе прочего, совместно с А. Ю. Милитарёвым занимался подготовкой посмертного издания работы С. С. Майзеля, чьим «другом и последователем» был Старинин.
Степень кандидата филологических наук присвоена 17 июня 1963 года за монографию «Структура семитского слова». В этой работе Старинин ввёл в науку термин «диффикс» и отстаивал трактовку семитского корня как чисто консонантного. Гласные, выражающие грамматические значения, по Старинину, следует относить к отдельным диффиксальным морфемам. Такую интерпретацию активно поддержал И. А. Мельчук; позже она оказалась востребована для исследований в духе автосегментной фонологии (Дж. Голдсмит, Дж. Маккарти).

## Книги
- Структура семитского слова: Прерывистые морфемы / [отв. редактор М. А. Коростовцев]. — М.: Издательство восточной литературы, 1963. — 115 с.
- Эфиопский язык. — М.: Наука, 1967. — 121 с. — (Языки народов Азии и Африки).
- Восточное языкознание: [Сборник статей] / Институт востоковедения АН СССР. [Отв. ред. В. П. Старинин]. — М.: Наука, 1976. — 159 с.